# Íñigo Cavero
Pour les articles homonymes, voir Inigo et Cavero.
Íñigo Cavero Lataillade, marquis del Castillo de Aysa, baron de La Torre y de Carondelet, né le 1er août 1929 à Saint-Sébastien et mort le 25 décembre 2002 à Madrid, est un homme d'État espagnol.
Entrepreneur, puis universitaire, il se réclame de l'idéologie chrétienne-démocrate.
Il s'engage très jeune en politique et finit par rejoindre l'Union du centre démocratique (UCD). En 1977, il est élu député puis nommé ministre de l'Éducation dans le premier gouvernement démocratique depuis la IIe République. Après les élections de 1979, il passe au ministère de la Justice, avant de devenir ministre de la Culture en 1980. L'année suivante, il est choisi comme secrétaire général de l'UCD, quittant alors le gouvernement.
La déroute centriste aux élections de 1982 le conduit à renoncer à ses fonctions et se retirer de la politique. Il y revient peu après, adhérant au Parti démocrate populaire (PDP) en 1985 et se faisant réélire au Congrès des députés en 1986. Il quitte rapidement le PDP pour rejoindre le Centre démocratique et social (CDS).
Il quitte à nouveau la vie politique en 1989 et devient membre du Parti populaire (PP) en 1991. À la suite de la victoire du PP aux élections de 1996, il est choisi comme président du Conseil d'État, un poste qu'il occupe jusqu'à sa mort.

## Biographie

### Vie privée
Il porte les titres de marquis del Castillo de Aysa et baron de La Torre y de Carondelet

### Une jeunesse active et engagée
Inscrit à l'université de Deusto, à Bilbao, il y obtient une licence en sciences économiques. Il débute ensuite des études en droit, qu'il poursuit à l'université de Madrid. Il y passe avec succès sa licence puis son doctorat.
En 1955, il réussit le concours d'avocat et s'inscrit au barreau de Madrid. Il intègre deux ans plus tard la Démocratie chrétienne (DC), parti clandestin de José María Gil-Robles.
Il assiste en 1962 au congrès du Mouvement européen à Munich, ce qui lui vaut d'être déporté six mois sur El Hierro à son retour d'Espagne. Pourtant, en 1963, il réussit à obtenir un poste d'auditeur à l'Académie de droit international de La Haye. Il rejoint ensuite le secteur privé, occupant des postes de direction chez Barreiros-Diésel, S.A. et Chrysler-España, S.A.

### Une figure de la démocratie chrétienne espagnole
Membre du comité politique de la DC, il la quitte en 1965 pour rejoindre la Gauche démocratique (ID), dont il intègre alors la commission exécutive. Il se joint au « groupe Tacite » en 1973, puis démissionne de l'ID en 1975 pour former le Parti populaire démocrate-chrétien, présidé par Fernando Álvarez de Miranda et dont lui occupe le poste de secrétaire général.

### Trois mandats de ministre
Pour les élections constituantes du 15 juin 1977, il est investi en septième position sur la liste de la coalition centriste de l'Union du centre démocratique (UCD), emmenée par le président du gouvernement de la transition Adolfo Suárez. Élu au Congrès des députés, Íñigo Cavero est nommé ministre de l'Éducation et de la Science le 5 juillet suivant.
En vue des élections législatives du 1er mars 1979, il est placé en tête de liste de l'UCD – devenue un parti – dans les Îles Baléares. Il remporte alors quatre sièges sur les six à pourvoir. Il est maintenu au gouvernement le 6 avril, mais devient ministre de la Justice. Au remaniement ministériel du 9 septembre 1980, il est choisi comme nouveau ministre de la Culture. Il est reconduit par Leopoldo Calvo-Sotelo lorsque celui-ci s'installe au pouvoir, le 27 février 1981.

### Secrétaire général de l'UCD
Quand Calvo-Sotelo prend la présidence de l'UCD, il le choisit comme secrétaire général. Il est élu le 30 novembre 1981 au cours d'un conseil politique, par 136 voix pour, 79 blancs et 4 nuls ; il quitte le gouvernement deux jours plus tard. Landelino Lavilla, porté à la présidence du parti le 13 juillet 1982, le maintient dans ses responsabilités. Aux élections législatives anticipées du 28 octobre suivant, il mène la liste du parti dans la province de Grenade. Il y totalise 6,9 % des voix, insuffisant pour emporter au moins un de sept sièges à pourvoir. Cette déroute conduit à son remplacement le 12 décembre par l'ancien ministre Juan Antonio Ortega. Le parti sera toutefois dissous quelques semaines plus tard.

### Député entre le PDP et le CDS
Sans formation politique, il décide finalement de rejoindre le Parti démocrate populaire (PDP), fondé par les chrétiens-démocrates de l'UCD, en 1985. Le président Óscar Alzaga en fait l'un de ses vice-présidents. Dans le cadre des élections législatives anticipées du 22 juin 1986, il est investi en septième position sur la liste de la Coalition populaire (CP) – à laquelle le PDP participe – dans la communauté de Madrid.
Il est ainsi réélu député au Congrès, mais avec les 21 députés du PDP il décide d'intégrer le groupe des non-inscrits où ils forment le regroupement des démocrate-chrétiens. Le 6 février 1989, faisant suite à la démission d'Alzaga de la présidence du parti, il quitte la formation et s'inscrit au Centre démocratique et social (CDS). Sa nouvelle formation le désigne comme tête de liste dans la province de Burgos dans le cadre des élections législatives anticipées du 29 octobre 1989. Il remporte alors 10,8 % mais ce ne suffit pas pour emporter l'un des quatre sièges en jeu.

### Président du Conseil d'État
Ce nouvel échec l'amène alors à se retirer de la vie politique. Pourtant, en 1991, il abandonne le CDS et adhère au Parti populaire (PP). Après la victoire du PP aux élections de 1996, le président du gouvernement José María Aznar le nomme président du Conseil d'État, en remplacement du socialiste Fernando Ledesma. Élu en 2000 à l'Académie royale des sciences morales et politique (RACMP), il meurt le 25 décembre 2002, à l'âge de 73 ans, d'un infarctus.